# Chrastavice
Chrastavice település Csehországban, a Domažlicei járásban. Chrastavice Domažlice, Zahořany, Milavče és Meclov településekkel határos. Lakosainak száma 385 fő (2024. január 1.).

## Népesség
A település lakosságának változását az alábbi diagram mutatja:
| Lakosok száma | 326  | 358  | 473  | 313  | 254  | 326  | 398  | 392  | 382  | 385  |
|               | 1869 | 1890 | 1921 | 1950 | 1980 | 2001 | 2017 | 2019 | 2022 | 2024 |